# 约翰·科克里尔
约翰·科克里尔（英語：John Cockerill；1790年8月3日—1840年6月9日）是一位英裔比利时实业家。他出生于英国英格兰兰开夏郡哈斯灵登，幼时随父亲（英国企业家威廉·科克里尔）移民至比利时列日地区并继承了家族的羊毛加工机械制造产业，之后进军钢铁等领域，成立了约翰·科克里尔公司。